# Анчики
Анчики је приградско насеље Лесковца, које је као насеље почело да се формира од времена градње Ауто-пута братство и јединство, 1959. године. За потребе градње тада су на овом месту подигнути стационар техничког парка и бараке за смештај радника. Од тада се ово насеље веома брзо развијало и испунило читав простор од Ауто-пута и последњих кућа Лесковца до првих кућа села Братмиловце, источно од Лесковца.
У скорије време насеље је постало познато по „Омладинском клубу Анчики - ОКАн” и раду његових чланова.

## Етимологија
У време Турака, на овом месту била је велика утрина, са високим, сеновитим храстовима. Ту је био изграђен и већи број ханова, са собама за путнике-трговце, шталама за смештај коња и другим објектима. И управо то значење (места ранијих ханова) задржао је и данашњи назив овог насеља: хан — ан, ханови, ханчики (и дијалекту) — 'анчики.

## Историја
Интересантан је мотив подизања ових ханова баш на овом месту. Наиме, пут који је са истока улазио у Лесковац био је у то време од изванредног значаја. Њиме је Лесковац био спојен не само са Поморављем и селима ближег и даљег залеђа његовог источног планинског обода, већ је то била и магистрална траса пута који је од Манојловца водио десном обалом Јужне Мораве према Нишу. Како је Лесковац у то време био један од најјачих трговачко-занатских центара у овом делу земље и једно од важнијих саобраћајних раскршћа, то су на његову пијацу, посебно на вашаре, долазили трговци са свих страна.
Они који су овамо долазили из удаљенијих градова и села и морали да преноће у Лесковцу, осећали су се много сигурнијим у овим хановима него у самом граду. Разлог за то био је тај што се рачуна да је средином прошлог века у Лесковцу живело 3.000, а по каснијим подацима чак око 5.000 Турака. А на овом месту, у Анчикима, поред ханова било је и доста простора за смештај и већих трговачких каравана, поред којих је остајао да преноћи и један број гонича.
У хановима Анчика, или на овој утрини, ноћили су и трговци који нису долазили издалека. Долазило се обично уочи пијачног дана. Пијаца би у Лесковцу трајала до позно поподне, па је зато још једна ноћ морала да се проведе у месту. А дешавало се да се и ту, у Анчикима, обаве купопродајни послови пре изласка на пијацу или по завршеном пијачном дану (роба је у тим приликама обично продавана јефтиније, да се не би враћала). Зато су и Лесковчани били чести посетиоци ових ханова, нарочито у данима пре почетка вашара и уочи пијачних дана.
Иначе, на овом простору одржавани су и велики ђурђевдански сабори, на које су долазили становници готово читавог града и 10 до 15 околних села. За ове саборе се зна још од времена Турака, а одржавани су све до Првог светског рата, до времена када су Бугари (који су окупирали Лесковац и ове крајеве) посекли храстове у Анчикима.

## Галерија
- Панорама Анчикија
- Улаз у Анчики
- Фабрика за производњу намештаја